# Combate de Río Grande
El Combate de Río Grande tuvo lugar el 10 de septiembre de 1879, durante la Campaña de Tarapacá, durante la Guerra del Pacífico. Tuvo lugar en las cercanías de San Pedro de Atacama, donde un destacamento de milicianos bolivianos se enfrentó a un piquete de cazadores del Ejército de Chile.
El enfrentamiento se produjo en el contexto de los patrullajes preventivos de la Línea del Loa, bajo el mando del comandante José María Soto ante la posible amenaza de la V División boliviana, apodada la "División Fantasma" boliviana, comandada por el general Narciso Campero. Aunque las dificultades logísticas hacían improbable un ataque desde Bolivia, el enfrentamiento consolidó el control chileno en la región, debilitando las fuerzas bolivianas en la zona.

## Antecedentes
Comenzada la Guerra del Pacífico, las tropas chilenas tomaron la plaza de Calama, en la llamada Batalla de Calama, en marzo de 1879, por lo que la consolidación de la llamada "Línea del Loa", era asegurada, conformándose algunas instalaciones defensivas en Calama y San Pedro de Atacama, "Paso el Toco" al este del oasis de Quillagua, consistentes en un fuerte con corrales de 16 metros y parapetos, de los que solo se tenía referencias por documentos de la época, posteriormente hallados en 2003, en la actual comuna de María Elena.
Varios de los milicianos que huyeron del combate de Calama se reorganizaron para atacar pequeños destacamentos chilenos, mientras esperaban la contraofensiva de Campero.
En la localidad de San Pedro de Quemes, una partida intentó sorprender nuevamente a otro pelotón de Cazadores chilenos, los cuales repelieron el ataque, dejando a 5 bolivianos muertos. Estos milicianos al mando de un juez local llamado Condori, custodiaban vituallas y alimentos para el supuesto contraataque del ejército boliviano;
«[...] una regular cantidad de indios que según orden de la autoridad de San Cristóbal, estaban bajo las órdenes de un Juez llamado Condori dispuestos a esperarlos para proteger el paso de las remesas y cuidar también unas 60 cargas de charqui que había en la casa llamada cuartel, y destinadas al ejército enemigo, según confesó una mujer del lugar. Después de una descarga que hicieron a mi partida a boca de jarro como dicen y en la que solo consiguieron matar una muía y herir levemente a un cazador, éstos se les fueron sobre las trincheras y a bala y sable dejaron cinco muertos en el campo, porque los demás volvieron pronto la espalda [...) Para inutilizar el charqui [...] se le pegó fuego al cuartel, pero como desgraciadamente soplaba un fuerte viento, el fuego se propagó, sin poderlo evitar, hasta que concluyó con los 12 o 15 ranchos que ahí había.» (A.M. Subguerra 1-705).
El día 6 de septiembre los bolivianos capturan al arriero chileno Francisco Vilches, el que logra huir gracias al socorro de una lugareña. Vilches da aviso al subdelegado chileno de San Pedro, Ignacio Toro, quien sale en demanda del enemigo junto a los cazadores.

## El Combate de Río Grande
Encontrándose 25 cazadores chilenos al mando del alférez Ríos, enfrentan una emboscada de 40 milicianos al mando del jefe Jaime Hoyos, y del vecino de San Pedro de Atacama Toribio Gómez.
Mientras avanzaba la columna chilena dirigida por el alférez Ríos, los bolivianos escondidos, abrieron fuego y galgas;
«Asustaron éstos con su horrísono ruido los caballos de los cazadores, muchos de éstos fueron arrojados a tierra y otros maltratados por las galgas.» (Benjamín Vicuña Mackenna, Historia de la Campaña de Tarapacá).
Al grito de ¡Viva Chile! los jinetes desmontaron y como infantes ganaron el cerro. La descarga de fusilería chilena pone en fuga a los atacantes, que dejan en el campo a 13 muertos, incluyendo a sus jefes;
«una montonera boliviana compuesta de 40 individuos mal armados, con pérdida de 13 muertos, entre éstos los cabecillas principales.» (Boletín de la Guerra del Pacífico 1879-1881,16: 340)
Los chilenos capturaron 200 corderos, 160 cabras y 20 burros.

## Consecuencias
En el combate murieron los dos jefes milicianos bolivianos; La escaramuza de Río Grande (como se le llamó) había sido liderada por
Toribio Gómez, de San Pedro de Atacama, y por el "jefe indio" Jaime Ayo (Hoyos), de Río Grande, muriendo ambos a consecuencia de sus heridas (Boletín de la Guerra del Pacífico 1879-1881,17:346).
Con este encuentro se logró neutralizar el poder de los hacendados locales que eran hostiles a la ocupación chilena. A través de bandos se comienza a comunicar a la población el nuevo estado político de la zona, con propaganda distribuida desde Caracoles por el comandante Joaquín Cortés.
Para las siguientes escaramuzas entre chilenos y bolivianos, San Pedro del Huasco y el combate de Tambillo, ya no hubo ayuda alguna de los pobladores a las fuerzas del interior, al mando del Crl. Rufino Carrasco.